# PGC 10709
LEDA/PGC 10709 ist eine Linsenförmige Galaxie vom Hubble-Typ S0a mit ausgedehnten Sternentstehungsgebieten im Sternbild Fornax am Südsternhimmel. Sie ist schätzungsweise 53 Millionen Lichtjahre von der Milchstraße entfernt. 

Gemeinsam mit NGC 1079, NGC 1097, IC 1830 und PGC 10479 bildet sie die NGC 1097-Gruppe. 